# Batalla de la Sagra
La batalla de la Sagra se libró en el siglo VI a. C. entre las polis (ciudades) de Locros Epicefirios y Crotona. Tuvo lugar junto al río Sagra. Este río no ha podido ser identificado con precisión, pero podría ser el Torbido o el Allaro, en la provincia de Reggio Calabria, en el sur de Italia. 

## Antecedentes
Una coalición de las ciudades de Metaponto, Síbaris y Crotona habían sitiado y capturado Siris. Según el historiador Justino, Crotona atacó después a Locros  porque esta había enviado ayuda a Siris cuando estaba asediada. Se ha sugerido que Justino estaba equivocado y que las relaciones tensas entre Locros y Caulonia fueron la causa. Debido a que en la fundación de Caulonia intervino Crotona, se desató el conflicto entre Locros y Crotona. Una explicación que incluye las dos posibilidades es que Locros atacó a Caulonia mientras Crotona estaba ocupada con el asedio de Siris.

## Batalla
La fecha de la batalla es incierta y las propuestas varían ampliamente, desde finales del siglo VII a. C. hasta el año 510 a. C. Peter Bicknell propone una fecha más específica que cualquiera, el 580 o el 576 a. C., pero la mayoría de los especialistas datan la batalla en la mitad del siglo VI a. C. Algunos han considerado que las inscripciones en un trofeo de bronce de Olimpia están relacionadas con la batalla. En la inscripción se puede leer: «los ciudadanos de Hiponio, Medma y Locros dedican [esto] como botín de los crotoniatas». Bicknell piensa que esta inscripción se refiere a un conflicto posterior, porque Hiponio fue tomada por Locros bastante más tarde. Sugiere una fecha, del 500 al 480 a. C. para el trofeo porque tomó Temesa, que pertenecía a Crotona en esta época. Previendo la batalla, Locros solicitó la ayuda de Esparta, pero los espartanos respondieron que debían buscar la ayuda de los Dioscuros, que según la leyenda ayudaron a derrotar a Crotona.

## Consecuencias
Según el geógrafo griego Estrabón, la ciudad de Regio se alió con Locros y envió un contingente en su ayuda. Da la cifra de 10 000 hombres para el tamaño de su ejército, pero no está claro si este dato incluía o excluía a los regios. Proporciona un número de 130 000 para el ejército de Crotona. Justino menciona un número de 15 000 locros contra 120 000 crotoniatas. Porque Justino no hace mención de los regios, se piensa que sumaban 5000 sobre la base de las cifras de Estrabón. El gran tamaño del ejército crotoniata constituye una exageración. Justino y Estrabón afirman que la noticia de la batalla llegó al Peloponeso en el transcurso de un día.
En el relato de Justino, Pitágoras llegó a Crotona después de la batalla e instituyó un régimen austero. Estrabón atribuye el declive de Crotona a las fuertes bajas sufridas durante la batalla. Para Locros, en cambio, supuso el comienzo de una política cada vez más agresiva hacia las ciudades vecinas, que posteriormente condujo a la ruptura de su alianza con Regio. Hay evidencia del culto a los Dioscuros en Locros a principios del siglo V a. C., que probablemente se inició como consecuencia de la batalla.